# Romanzoffia unalaschcensis
Romanzoffia unalaschcensis är en strävbladig växtart som beskrevs av Adelbert von Chamisso. Romanzoffia unalaschcensis ingår i släktet Romanzoffia och familjen strävbladiga växter. Utöver nominatformen finns också underarten R. u. glabriuscula.